# Cataphrodisium
Cataphrodisium é um gênero de coleópteros da tribo Callichromatini (Cerambycinae); compreende quatro espécies, com ocorrência apenas na China.

## Sistemática
- Ordem Coleoptera
  - Subordem Polyphaga
    - Infraordem Cucujiformia
      - Superfamília Chrysomeloidea
        - Família Cerambycidae
          - Subfamília Cerambycinae
            - Tribo Callichromatini
              - Gênero Cataphrodisium (Aurivillius, 1907)
                - Cataphrodisium castaneae (Gressitt, 1951)
                - Cataphrodisium latemaculatum (Pic, 1902)
                - Cataphrodisium rubripenne (Hope, 1843)
                - Cataphrodisium simile (Podaný, 1971)